# 公益認定等委員会
公益認定等委員会（こうえきにんていとういいんかい）とは、内閣府の審議会等で、公益社団法人及び公益財団法人の認定等に関する法律に基づいて国またはその省庁所管とする公益法人の公益認定等を行う機関である。
都道府県においては所管する公益社団法人及び公益財団法人の公益認定等を行う機関として、それぞれ条例に基づき公益法人の認定を審議する「公益認定等審議会」を設けている。

## 主な任務
公益認定等について内閣総理大臣の諮問を受けて審議し、答申を行う。2008年12月1日に施行される新制度では、内閣総理大臣から委任を受け、公益法人等の監督も行う。公益法人等に対し報告を求め、公益法人の事務所への立入検査などを実施する。

## 沿革
2007年4月1日、内閣府に設置。

## 所在地
東京都港区虎ノ門3-5-1虎ノ門37森ビル12階

## 委員会の運営

### 会議開催と議決
会議を開いて議決するには、委員の過半数が出席する必要がある。議決は過半数で決し、可否同数なら委員長が決する。

### 専門委員と部会
専門の事項を調査させる必要があるときは、非常勤の専門委員を置くことができる。委員会に部会をおくことができる。

## 組織

### 公益認定等委員会
委員会は委員7人で構成される。委員は両議院の同意を得て内閣総理大臣が任命する。委員の任期は3年。再任可。委員は非常勤だが、4人まで常勤にできる。委員は独立して職権を行使できる。委員は職を引いた後でも、職務上に知った秘密を漏らしてはならない。委員は政治活動をしてはいけない。営利事業もしてはいけない。
- 委員長（委員の中から互選[14]。）
- 委員長代理（委員長が指名した代理[15]。）
- 委員 (5人)

### 事務局
委員会の事務を処理する。
- 事務局長 (1人)[17]
- 事務局次長 (1人。関係のある他の職を占める者。)[18]
- 参事官 (2人。1人は関係のある他の職を占める者。)[19]
重要事項の調整、審議に参画する[20]。
- 企画官 (4人。4人とも関係のある他の職を占める者。)[21]
特定事項の調査、企画、立案を行う[22]。
- 企画調整官 (1人。関係のある他の職を占める者。)[23]
専門的事項の企画、立案、調整を行う[24]。

## 歴代委員長
- 2007年（平成19年）2月21日 - 2013年（平成25年）3月31日池田守男[25]

- 2013年（平成25年）4月1日 - 2019年3月(平成31年) 山下徹[26]
- 2019年  (平成31年) 4月 - 佐久間総一郎[注 3]